# Flussband
Flussbänder bezeichnen in der Grafischen Datenverarbeitung ein Verfahren zur Visualisierung von Strömungen. Dabei werden zwei benachbarte Stromlinien oder Bahnlinien durch Triangulation miteinander verbunden und schattiert.
Eine Variante der Flussbänder sieht es vor, Flussbänder konstanter Breite zu erzeugen, welche um jeweils eine einzige Stromlinie oder Bahnlinie gelegt werden. Für die Orientierung im Raum wird in diesem Fall die lokale Rotation des Strömungsfeldes herangezogen.